# Xibã
O sítio da Antiga Cidade Murada de Xibã, localiza-se na região administrativa do Governo de Hadramaute, em Uádi Hadramaute, distrito de Seiune, à margem do Golfo de Adém, centro-oeste do Iêmen. Xibã foi durante séculos a capital do Reino de Hadramaute, que dominaram grande parte do atual Iémen. A maior parte das construções são torres e edifícios elevados datados do século XVI, criando uma muralha, que servia de proteção contra ataques de tribos nômades como os beduínos. Suas construções elevadas, alinhadas e agrupadas, como os atuais (arranha-céus), lado-a-lado, constituem-se em uma verdadeira muralha vertical de edifícios, proporcionando, hoje, sua silhueta característica e única, tendo recebido o título de o mais antigo e significativo projeto urbanístico de construções verticais urbanas da antiguidade. Sendo hoje denominada como a "Manhattan do deserto".

## Patrimônio MundialpelaUNESCO
Em 1982 o Comitê do Patrimônio Mundial em sua quarta (6ª) sessão homologou a inscrição, declarando e incluindo, a Antiga Cidade Murada de Xibã, Iêmem na Lista do Patrimônio Mundial na Região Estados Árabes e posteriormente incluída na Lista do Patrimônio Mundial em Perigo em 2015.

## Ligações Externas
- UNESCO-WHC - Galeria de Fotos
- UNESCO-WHC - Mapa - Google Maps (NASA)
- UNESCO-WHC  - Documentação -  ('em inglês') ;  ('em francês')
- UNESCO-WHC/NHK - Vídeo (2:39 min) -  ('em inglês') ;  ('em francês') ;  ('em espanhol')